# John Michael Wright

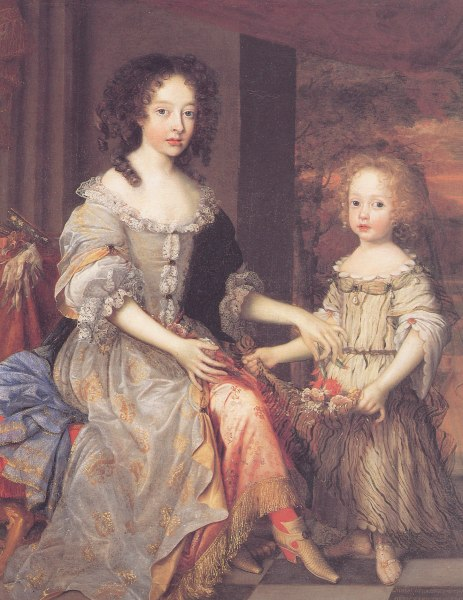
Målning av John Michael Wright som visar Catherine och Charlotte Talbot, 1679.

John Michael Wright, född 25 maj 1617, död 1 augusti 1694, var en brittisk porträttmålare med barocka stildrag. Wright övade i en verkstad i Edinburgh, ägd av den skotske bildkonstnären George Jamesone, och blev vida omtalad under sin långa vistelse i Rom. Där antogs han som elev i konstskolan Accademia di San Luca och blev förknippad med de ledande konstnärerna i sin generation. 
År 1655 fick han i uppdrag av den österrikiske ärkehertigen Leopold Wilhelm att införskaffa konstverk i det av Oliver Cromwell styrda England. Han bosatte sig där 1656 och verkade som hovmålare både före och efter den engelska restaurationen. Som katolsk konvertit blev han en favorit hos det återinrättade hovet Stuart. Han var hovmålare hos både Karl II och Jakob II och bevittnade de många politiska manövrerna under denna historiska epok. I slutskedet av denna monarki återvände Wright till Rom som en del av den engelska ambassaden i det av Innocentius XI styrda Vatikanstaten.
Wright är ansedd som en av de främsta engelskfödda konstnärerna i sin generation, i hög grad beroende på den karakteristiska realismen i hans porträttmålningar. Möjligtvis på grund av hans ovanligt kosmopolitiska karaktär blev han uppburen av societeten i en tidsålder då utländska konstnärer vanligen blev favoriserade. Wrights målningar av kungligheter och aristokrater tillhör samlingarna i många av dagens främsta gallerier.